# Florânia
Florânia is een gemeente in de Braziliaanse deelstaat Rio Grande do Norte. De gemeente telt 8.487 inwoners (schatting 2009).
De gemeente grenst aan Santana do Matos, Cruzeta, Acari, Caicó, Tenente Laurentino Cruz, São Vicente en Jucurutu.